# Gåsträsket (Edefors socken, Norrbotten)
Gåsträsket är en sjö i Bodens kommun i Norrbotten och ingår i Luleälvens huvudavrinningsområde. Sjön har en area på 0,209 kvadratkilometer och ligger 182 meter över havet. Gåsträsket ligger i Rappomyran Natura 2000-område.

## Delavrinningsområde
Gåsträsket ingår i det delavrinningsområde (736949-173196) som SMHI kallar för Utloppet av Gåsträsket. Medelhöjden är 188 meter över havet och ytan är 1,4 kvadratkilometer. Det finns inga avrinningsområden uppströms utan avrinningsområdet är högsta punkten. Vattendraget som avvattnar avrinningsområdet har biflödesordning 3, vilket innebär att vattnet flödar genom totalt 3 vattendrag innan det når havet efter 133 kilometer. Avrinningsområdet består mestadels av skog (13 procent) och sankmarker (63 procent). Avrinningsområdet har 0,21 kvadratkilometer vattenytor vilket ger det en sjöprocent på 14,7 procent.